# La Digne-d'Amont
La Digne-d'Amont é uma comuna francesa na região administrativa de Occitânia, no departamento de Aude. Estende-se por uma área de 3,61 km². Em 2010 a comuna tinha 298 habitantes (densidade: 82,5 hab./km²).